# Conus angioiorum
Conus angioiorum é uma espécie de gastrópode do gênero Conus, pertencente à família Conidae.